# Mikroregion Plumlovsko
Mikroregion Plumlovsko je dobrovolný svazek obcí v okresu Prostějov, jeho sídlem je Plumlov a jeho cílem je rozvojová spolupráce venkovských obcí. Sdružuje celkem 7 obcí a byl založen v roce 2004.

## Obce sdružené v mikroregionu
- Krumsín
- Mostkovice
- Ohrozim
- Plumlov
- Prostějovičky
- Stínava
- Vícov